# Takaoka
Takaoka (高岡市?) è una città giapponese della prefettura di Toyama.